# Powiat de Żary
Pour les articles homonymes, voir Żary (homonymie).
Le powiat de Żary (en polonais : « Powiat żarski ») est une unité de l'administration territoriale (district) et du gouvernement local (appelé powiat) de la voïvodie de Lubusz, à l'ouest de la Pologne.
Elle est née le 1er janvier 1999, à la suite des réformes polonaises de gouvernement local passées en 1998. 
Le siège administratif (chef-lieu) du powiat est la ville de Żary qui se situe environ à 43 kilomètres au sud-ouest de Zielona Góra (siège de la diétine régionale) et à 123 kilomètres au sud de Gorzów Wielkopolski (capitale de la voïvodie).

Il y a trois autres villes dans le powiat qui sont: Lubsko à 21 kilomètres au nord-ouest de Żary, Jasień à 16 kilomètres au nord-ouest de Żary et Łęknica à 30 kilomètres à l'ouest de Żary.
Le district a une superficie de 1 393,49 kilomètres carrés. En 2006, il compte 98 929 habitants, dont 38 967 à Żary, 14 767 à Lubsko, 4 526 à Jasień, 2 641 à Łęknica et 38 028 dans la partie rurale.

## Division administrative

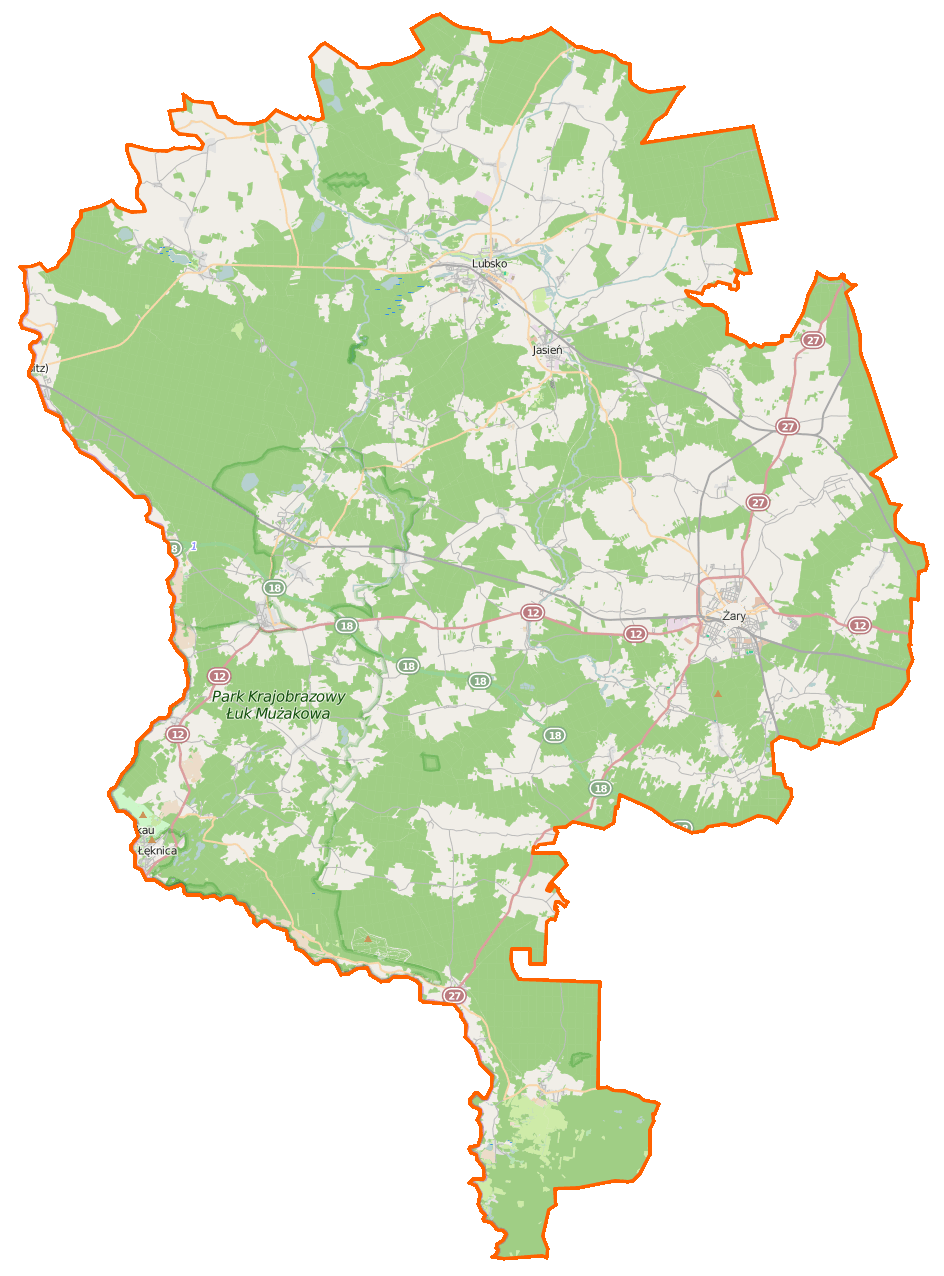
Plan de la Powiat

Le powiat de Żary comprend 10 communes :
- 2 communes urbaines : Łęknica et Żary ;
- 2 communes mixtes : Jasień et Lubsko ;
- 6 communes rurales : Brody, Lipinki Łużyckie, Przewóz, Trzebiel, Tuplice et Żary.

Celles-ci sont inscrites dans le tableau suivant, dans l'ordre décroissant de la population.
| Gmina (commune)                                         | Type         | Superficie (km²) | Population (2006) | Chef-lieu        |
| Żary                                                    | urbain       | 33,2             | 38 967            |                  |
| Gmina Lubsko                                            | urbain-rural | 182,7            | 19 360            | Lubsko           |
| Gmina Żary                                              | rural        | 294,4            | 11 577            | Żary *           |
| Gmina Jasień                                            | urbain-rural | 127,0            | 7 305             | Jasień           |
| Gmina Trzebiel                                          | rural        | 166,6            | 5 753             | Trzebiel         |
| Gmina Brody                                             | rural        | 240,4            | 3 486             | Brody            |
| Gmina Przewóz                                           | rural        | 178,3            | 3 293             | Przewóz          |
| Gmina Tuplice                                           | rural        | 65,9             | 3 278             | Tuplice          |
| Gmina Lipinki Łużyckie                                  | rural        | 88,6             | 3 269             | Lipinki Łużyckie |
| Łęknica                                                 | urbain       | 16,4             | 2 641             |                  |
| * Le siège ne fait pas partie du territoire de la gmina |              |                  |                   |                  |

## Démographie
Données du 30 juin 2005 :
| Description | Total  | Total | Femmes | Femmes | Hommes | Hommes |
| ----------- | ------ | ----- | ------ | ------ | ------ | ------ |
| Unité       | Nombre | %     | Nombre | %      | Nombre | %      |
| Population  | 98 981 | 100   | 51 103 | 51,63  | 47 878 | 48,37  |
| Urbain      | 60 938 | 61,57 | 31 845 | 32,17  | 29 093 | 29,39  |
| Rural       | 38 043 | 38,43 | 19 258 | 19,46  | 18 785 | 18,98  |

## Histoire
De 1975 à 1998, les différentes gminy de l'actuelle powiat appartenaient administrativement à la voïvodie de Zielona Góra.

Depuis 1999, la powiat fait partie de la voïvodie de Lubusz.